# Питър Ейбрахамс
Питър Ейбрахамс (на английски: Peter Abrahams) е американски писател на произведения в жанра криминален роман и трилър за юноши, и детска литература. Пише и под псевдонима Спенсър Куин (на английски: Spencer Quinn).

## Биография и творчество
Питър Ейбрахамс е роден на 28 юни 1947 г. в Бостън, Масачузетс, САЩ, в еврейско семейство. Следва в колежа „Уилямс“ в Уилямстаун, който завършва през 1968 г. След дипломирането си, в периода 1968 – 1970 г. работи като риболовец на Бахамските острови. След това работи за канадската корпорация за радиоразпръскване в Торонто, Онтарио, като радио продуцент, а после живее в Отава и работи като радио и телевизионен продуцент.
В края на 70-те години започва да пише криминални романи и трилъри, а по-късно и книги за юноши. Получава наградата „Агата“ за 2006 г. за най-добра художествена детско-юношеска литература за книгата си „Надолу в заешката дупка“ от поредицата „Ехо Фолс“ с героиня тринадесетгодишната Ингрид Левин-Хил. Няколко пъти е номиниран за наградата „Едгар Алън По“, която получава през 2009 г. за романа „Проверка на реалността“.
През 1996 г. романът му „Фенът“ е екранизиран в едноименния филм на Тони Скот с участието на Робърт де Ниро и Уесли Снайпс.
Под псевдонима Спенсър Куин е автор на поредицата „Загадките на Чет и Бърни“. Историите са разказани от гледната точка на Чет, кучето партньор на Бърни Литъл в Малката детективска агенция.
През 1978 г. се жени за учителката Даяна Грей, с която имат четири деца; две момчета и две момичета. Питър Ейбрахамс живее със семейството си във Фалмът, Кейп Код, Масачузетс.

## Произведения

### Като Питър Ейбрахамс

#### Самостоятелни романи
- The Fury of Rachel Monette (1980)[1][2]
- Tongues of Fire (1982)
- Red Message (1986)
- Hard Rain (1988)
- Pressure Drop (1989)
- Revolution Number 9 (1992)
- Lights Out (1994)
- The Fan (1995)
- A Perfect Crime (1998)
- Crying Wolf (2000)
- Last of the Dixie Heroes (2001)
- The Tutor (2002)
- Their Wildest Dreams (2003)
- Oblivion (2005)
- End of Story (2006)
- Nerve Damage (2007)
- Delusion (2008)
- Reality Check (2009) – награда „Едгар“ за юношеска литература
- Bullet Point (2010)
- The Anfield Man (2016)

#### Поредица „Ехо Фолс“ (Echo Falls)
1. Down the Rabbit Hole (2005) – награда „Агата“ за детско-юношеска литература[1][2][2]
2. Behind the Curtain (2006)
3. Into the Dark (2008)

#### Поредица „Разбойниците от Шерууд Стрийт“ (Outlaws of Sherwood Street)
за деца
1. Stealing from the Rich (2012)[1][2]
2. Giving to the Poor (2013)

#### Сборници
- Up All Night (2008) – с Либа Брей, Дейвид Левитан, Патриша Маккормик, Сара Уикс и Джийн Янг[1][3]

### Като Спенсър Куин

#### Самостоятелни романи
- The Right Side (2017)[1]

#### Поредица „Загадките на Чет и Бърни“ (Chet and Bernie Mystery)
1. Dog On It (2009)[1][2]
2. Thereby Hangs a Tail (2009)
3. To Fetch a Thief (2010)
4. The Dog Who Knew Too Much (2011)
5. A Fistful of Collars (2012)
6. The Sound and the Furry (2013)
7. Paw and Order (2014)
8. Scents and Sensibility (2015)
9. Heart of Barkness (2019)
10. Of Mutts and Men (2020)
11. Tender Is the Bite (2021)
12. It's a Wonderful Woof (2021)
13. Bark to the Future (2022)
14. Up on the Woof Top (2023)
15. A Farewell to Arfs (2024)

#### Поредица „Баузър и Бърди“ (Bowser and Birdie)
1. Woof (2015)[1][2]
2. Arf (2016)
3. Bow Wow (2017)

#### Поредица „Куини и Артър“ (Queenie and Arthur)
1. Ruff vs. Fluff (2019)[1][2]
2. Paws vs. Claws (2019)
3. Bark vs. Snark (2020)

#### Поредица „Г-жа Плански“ (Mrs. Plansky)
1. Mrs. Plansky's Revenge (2023)[1]

### Екранизации
- 1977 Legenda o Nkosim – тв филм
- 1996 Фенът, The Fan